# 塩沢誠
塩澤 誠（しおざわ まこと）は、日本の元アマチュア野球選手（内野手）。

## 経歴
静岡県静岡市出身。静岡高等学校では、1962年夏の甲子園県予選で準決勝に進出するが、惜しくも静岡商業高等学校に敗れ甲子園出場を逸する。
高校卒業後に専修大学に進学。東都大学野球リーグでは1965年に春秋季連続優勝。この両季と1966年春季リーグにおいて、3回ベストナイン（一塁手）に選ばれた。1965年の大学日本選手権ではエースの芝池博明の力投により、立命館大学を降して、優勝を果たす。大学同期に佐藤正治がいた。
1966年のドラフト会議で西鉄ライオンズに2位指名されたが、入団を拒否。大学卒業後は日本楽器に入社した。1967年の都市対抗では一塁手、三塁手として起用され、中野孝征、川島勝司らと打の主軸となり決勝まで進む。しかし日本石油の平松政次に完封負けを喫し準優勝にとどまった。
その後、ヤマハ発動機でコーチを務めた後に、静岡産業大学で野球部の監督を務めた。